# Загорульський Едуард Михайлович
Едуард Михайлович Загорульський (біл. Эдуа́рд Міха́йлавіч Загару́льскі, рос. Эдуард Михайлович Загорульский, *18 грудня 1928 р., м. Тула) — білоруський археолог і історик, найбільший фахівець щодо пам'ятників середньовіччя, доктор історичних наук, професор. Засновник кафедри археології та спеціальних історичних дисциплін Білоруського державного університету. Декан історичного факультету БДУ, дійсний член Білоруської Академії освіти, заслужений працівник вищої школи Республіки Білорусь. Основні наукові інтереси — стародавні міста, етнічна історія Білорусі, етногенез слов'ян. Опублікував понад 100 наукових праць у тому числі понад 10 авторських монографій та брошур.

## Життєпис
Народився у м. Тулі.
У 1953 р. закінчив історичний факультет МДУ, після чого переїхав до м. Мінська і продовжив навчання в аспірантурі Інституту історії АН БРСР, яку закінчивши у 1957 році.
Працював молодшим науковим співробітником сектора археології Інституту історії. З 1962 р. працював у Білоруському державному університеті.
У 1986–1991 рр. пройшов шлях від викладача до декана історичного факультету.
У 1963 р. захистив кандидатську дисертацію. Саме з його ініціативи в 1973 р. в університеті була відкрита кафедра археології, етнографії та допоміжних історичних дисциплін, яку він очолював аж до 1997 року.
Під час археологічних розкопок у м. Мінську зумів визначити загальне планування центру міста XI–XIII століть, а також забудову і оборонні укріплення.
Останнім часом займається в основному проблемою етногенезу слов'ян.

## Праці
- «Археология Белоруссии». — Мн., 1965 г.
- «Начало формирования населения Белоруссии: Дославянский период». — Мн.: РИВШ и ГО, 1996 г. — 45 с. — ISBN 985-6299-05-5
- «Древняя история Белоруссии: Очерки этнической истории и материальной культуры (до IX в.)». — Мн.: Издательство БГУ, 1977 г. — 134 с.
- «Генеалогия полоцких князей Изяславичей» // Колектив авторов Белорус. гос. политехн. академии. — Мн.: ВУЗ — ЮНИТИ, 1994 г. — 31 с. — ISBN 985-431-001-9
- «Вищинский замок XII–XIII вв.» Мн.: БГУ, 2004 г. — 159 с.: ил. — ISBN 985-485-053-6
- «Возникновение Минска». — Мн.: Издательство БГУ, 1982 г. — 358 с.
- «Древний Минск». — Мн.: Госиздат БССР, 1963 г. — 199 с.
- «Заходняя Русь IX–XIII стст.» — Мн.: Універсітэцкае, 1998 г. — 240 с. — ISBN 985-09-0152-7.
- «История Беларуси в кратком изложении». — Мн.: Юнипресс, 2004 г. — 144 с. — (Вокруг света). — ISBN 985-474-026-9.

## Нагороди
Почесна грамота Національних зборів Республіки Білорусь — «за багаторічну плідну науково-педагогічну діяльність та великий особистий внесок у розвиток історичної науки».